# Grêmio Esportivo Santo-angelense
O Grêmio Esportivo Santo-angelense foi um clube brasileiro de futebol, da cidade de Santo Ângelo, no estado do Rio Grande do Sul. Suas cores eram verde e branco.

## História
O Grêmio Santoangelense foi fundado em 12 de outubro de 1921, tendo Clotário de Oliveira como seu primeiro presidente. Sua primeira sede estava localizada na Avenida Brasil, migrando posteriormente para a zona sul de Santo Ângelo.
Foi tricampeão citadino em três oportunidades: de 1924 a 1926, de 1943 a 1945 e 1950 a 1952. Sua maior conquista foi obtida em 1952: o Campeonato Gaúcho de Futebol Amador.
Fundiu-se em 1989 com o Elite Clube Desportivo e o Tamoyo Futebol Clube, originando a Sociedade Esportiva e Recreativa Santo Ângelo.

## Títulos

### Estaduais
- Campeonato Gaúcho de Amadores: 1952

### Municipais
- Campeonato Citadino de Santo Ângelo: 1924, 1925, 1926, 1943, 1944, 1945, 1948, 1950, 1951, 1952, 1956, 1959, 1961, 1964 e 1967.